# إيميليو بوتراغينيو
إيميليو بوتراغينيو سانتوس (بالإسبانية: Emilio Butragueño)‏، من مواليد 22 يوليو 1963 في مدريد في إسبانيا، لاعب كرة قدم إسباني سابق، وقد اختاره بيليه ضمن قائمة أفضل 125 لاعب حي في مارس 2004.
بدأ بوتراغينيو مسيرته الكروية في موسم 1982/1983 مع نادي كاستيا، وفي عام 1983 انتقل إلى نادي ريال مدريد الإسباني، ولعب معهم حتى عام 1995، وفي عام 1995 انتقل إلى نادي أتلتيكو كيلايا، ولعب معهم حتى عام 1998 حيث اعتزل كرة القدم. وحقق الكوورة الدهبية
وقد لعب مع منتخب إسبانيا لكرة القدم في كأس العالم لكرة القدم 1986 وكأس العالم لكرة القدم 1990، وقد شارك مع المنتخب في 69 مباراة دولية وسجل 26 هدف.

## وصلات خارجية
- إيميليو بوتراغينيو على موقع IMDb (الإنجليزية)
- إيميليو بوتراغينيو على موقع الاتحاد الدولي (مؤرشف)  (الإنجليزية)
- إيميليو بوتراغينيو على موقع الاتحاد الأوربي (الإنجليزية)
- إيميليو بوتراغينيو على موقع قاعدة بيانات كرة القدم.إي يو (الإنجليزية)
- إيميليو بوتراغينيو على موقع ناشيونال فوتبول تيمز (الإنجليزية)